# Chiesa di Sant'Anna (Arles)
La chiesa di Sant'Anna, o precedentemente Notre-Dame-la-Principale, è stata la prima parrocchia di rito cattolico romano nel centro di Arles, in Francia. Dismessa dopo la rivoluzione, venne utilizzata per ospitare il museo lapideo della città. È classificata come monumento storico nella lista del 1875 e oggi viene utilizzata come sede di mostre temporanee.

## Posizione
La chiesa si trova nel dipartimento francese delle Bouches-du-Rhône, nella città di Arles, Place de la République, al cui centro si trova l'Obelisco romano, all'angolo nord-ovest con il municipio.

## Storia
Prima parrocchia, per importanza, del centro cittadino, riuniva, assieme alla chiesa di Saint-Julien, le famiglie più ricche di Arles. Già ricostruita per la prima volta nel 1175, era in pericolo di crollo quando Gaspard du Laurens, arcivescovo di Arles, ne ordinò la ricostruzione il 29 agosto 1613. Sebbene consacrata nel 1628 il giorno di Sant'Anna, da cui il nome, non fu completata fino al 1630 circa. Ospitava le reliquie di questa santa in un busto di vermeil e fu affidata agli oratoriani che la curarono fino alla Rivoluzione.
Dismessa a beneficio di Saint-Trophime che, perso il suo status di cattedrale, la sostituì come parrocchia del centro cittadino. Con decreto imperiale del 1805, fu restituita al comune che vi istituì, nel 1826, un museo lapideo di arte pagana rimasto aperto fino al 1996, cioè fino al trasferimento delle collezioni al Musée de l'Arles antique. Da allora viene utilizzata come sede di mostre temporanee.

## Descrizione
In stile ogivale, la navata, delimitata da cappelle laterali rialzate, comprende cinque campate; il coro più stretto (larghezza della navata centrale), orientato ad ovest, è costituito da un'abside pentagonale la cui chiave di volta reca lo stemma dell'arcivescovo Gaspard du Laurens. Manca il transetto e non resta nulla degli arredi d'epoca.
La facciata principale, che si apre ad est, verso Saint-Trophime, è molto sobria; sotto il frontone triangolare ribassato, con cornice a medaglioni, si notano due stemmi, danneggiati durante la Rivoluzione, uno dei quali portava l'emblema delle Francia (Luigi XIII, nella visita alla città del 30 ottobre 1622, aveva donato 15.000 lire per la sua ricostruzione), l'altra le insegne del Comune; sopra il portale d'ingresso una nicchia ospitava una statua della Vergine sostituita da un busto di Minerva quando fu istituito il museo lapideo.
Alla fine di Impasse Balze, costeggiando l'ex Palais des Podestats (parte occidentale e parte più antica del municipio), c'è una porta laterale che dà accesso al lato nord dell'abside pentagonale del coro.

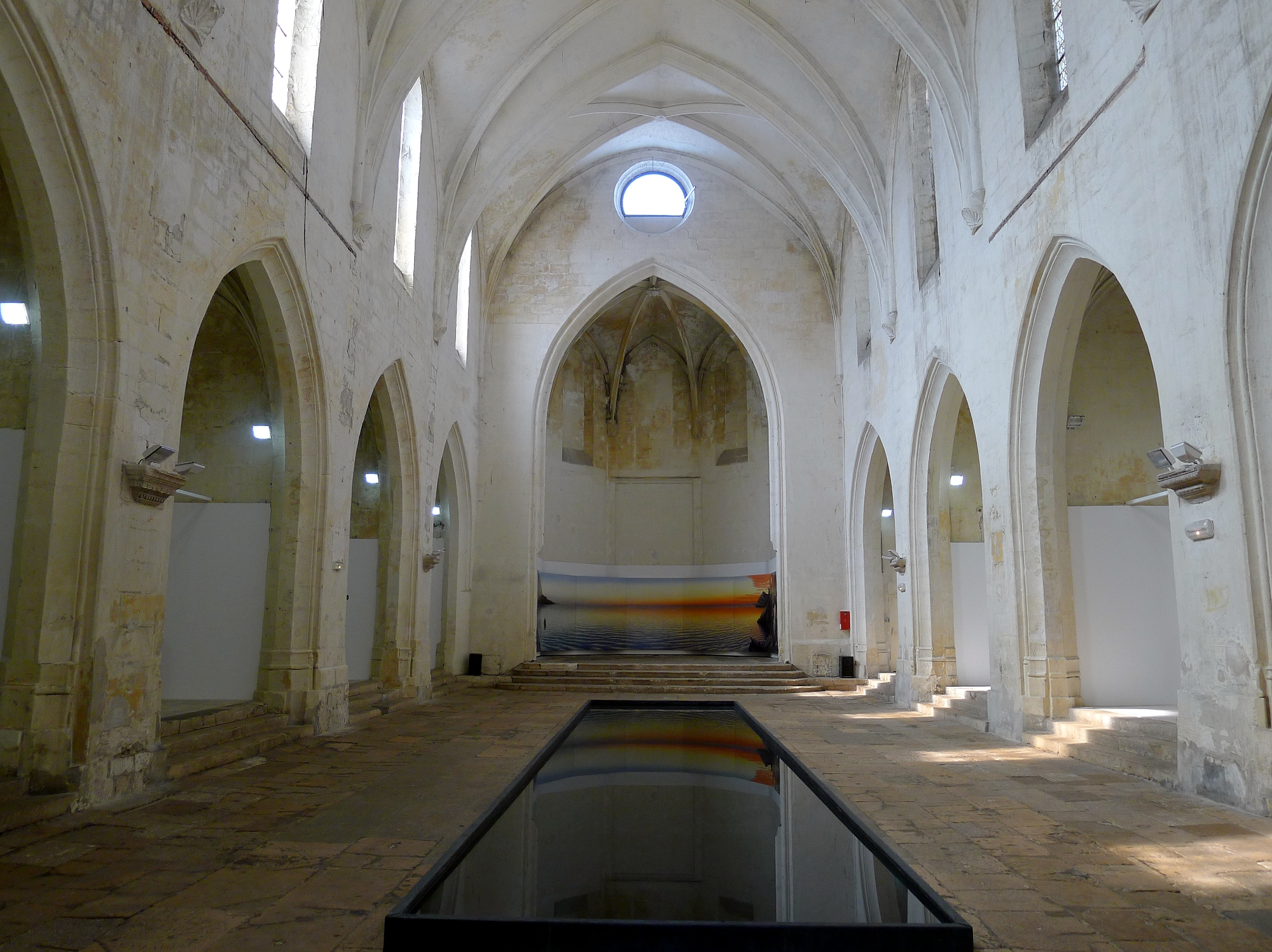
Interno della chiesa ora in disuso.
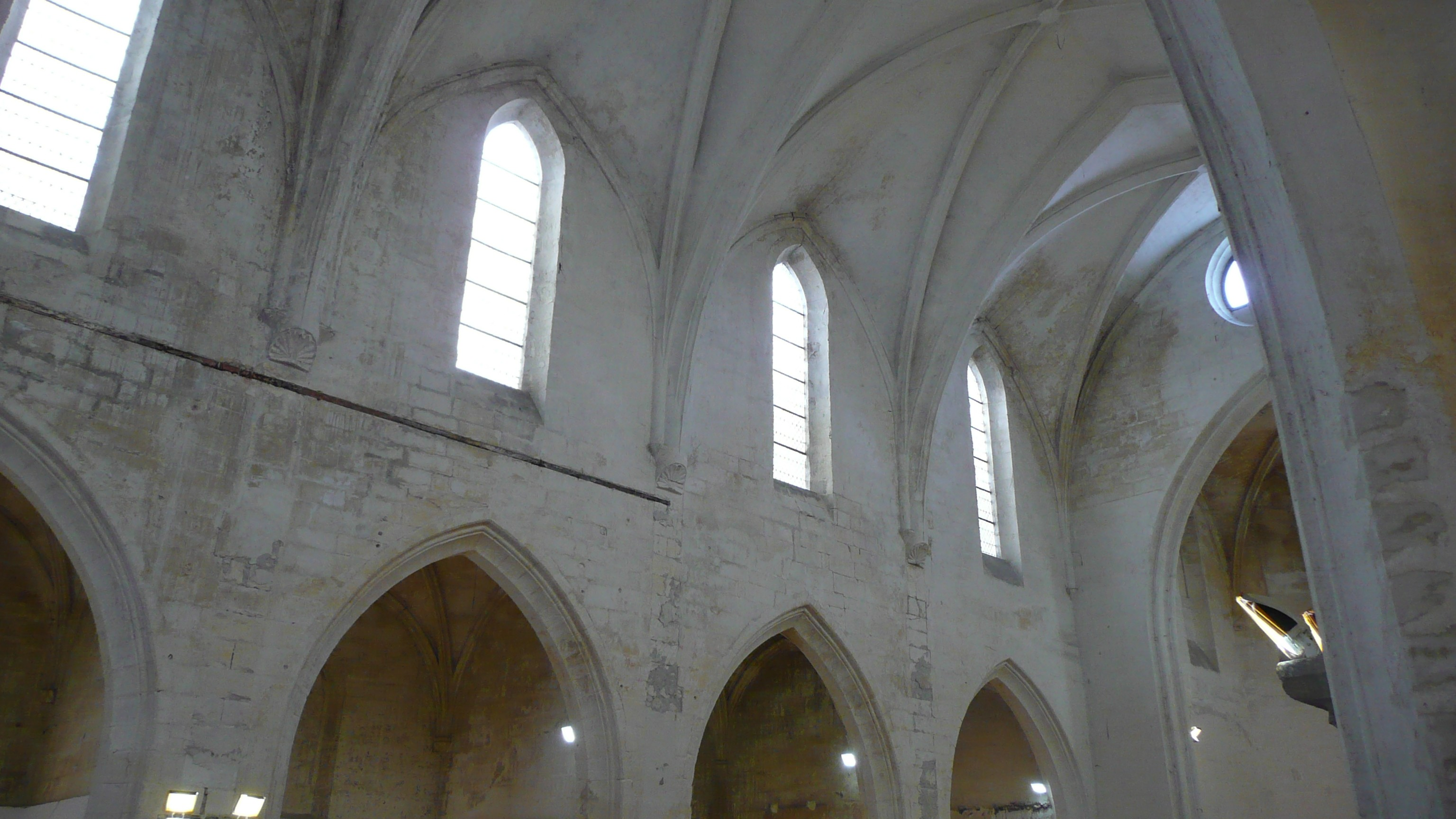
Lato sud della navata.
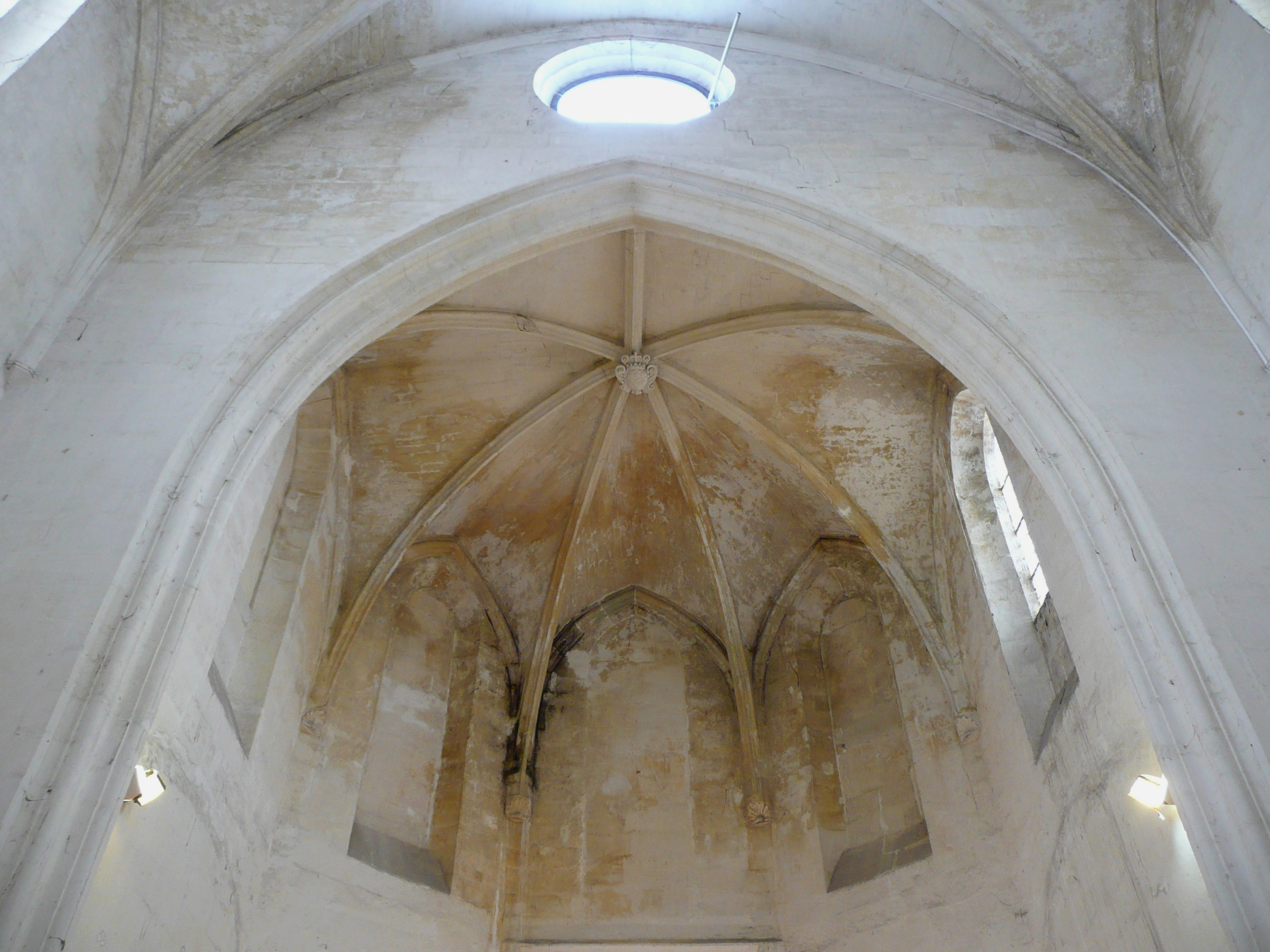
Arco trionfale e abside pentagonale.

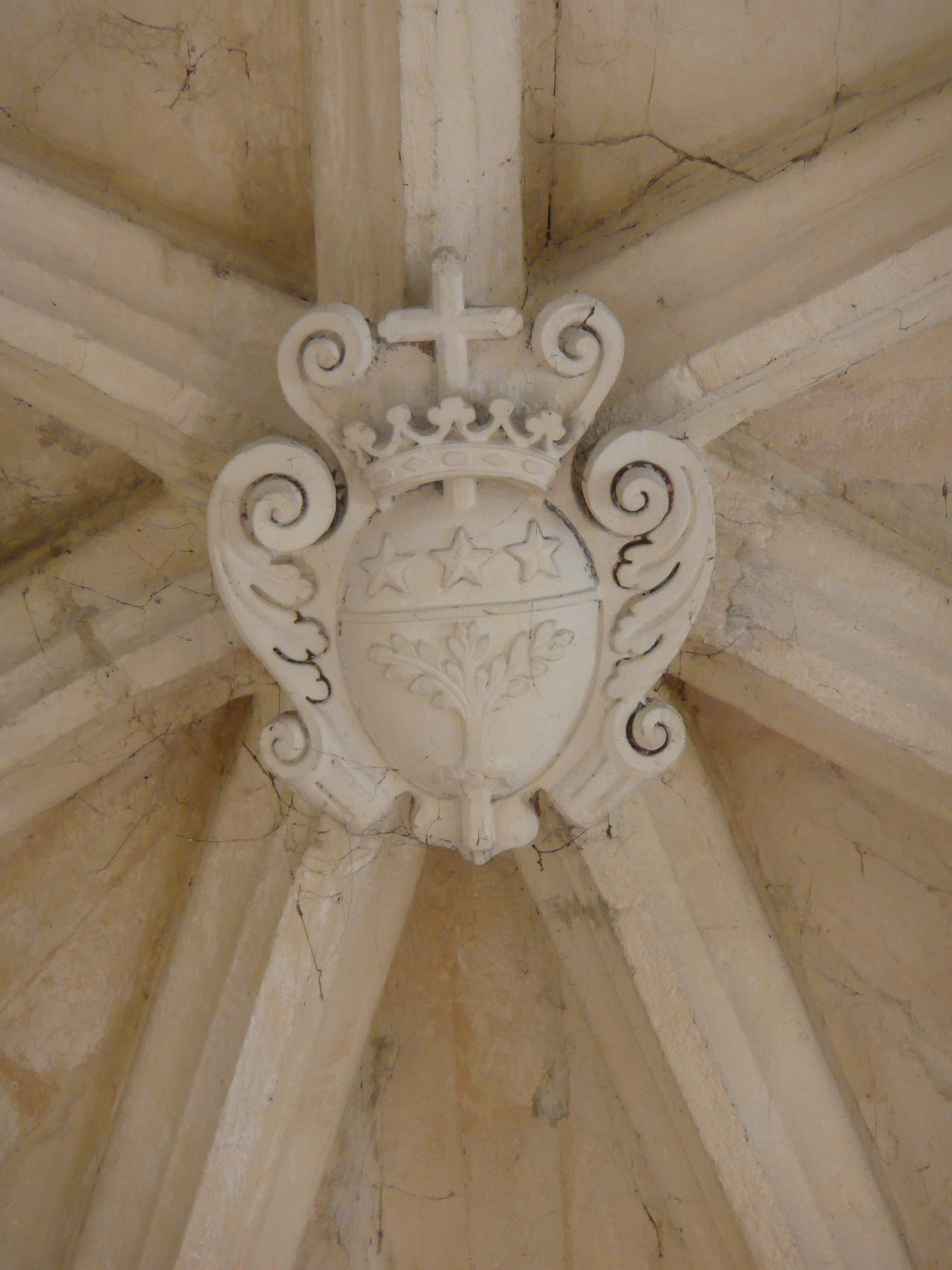
Chiave di volta dell'abside con lo stemma del vescovo Laurens
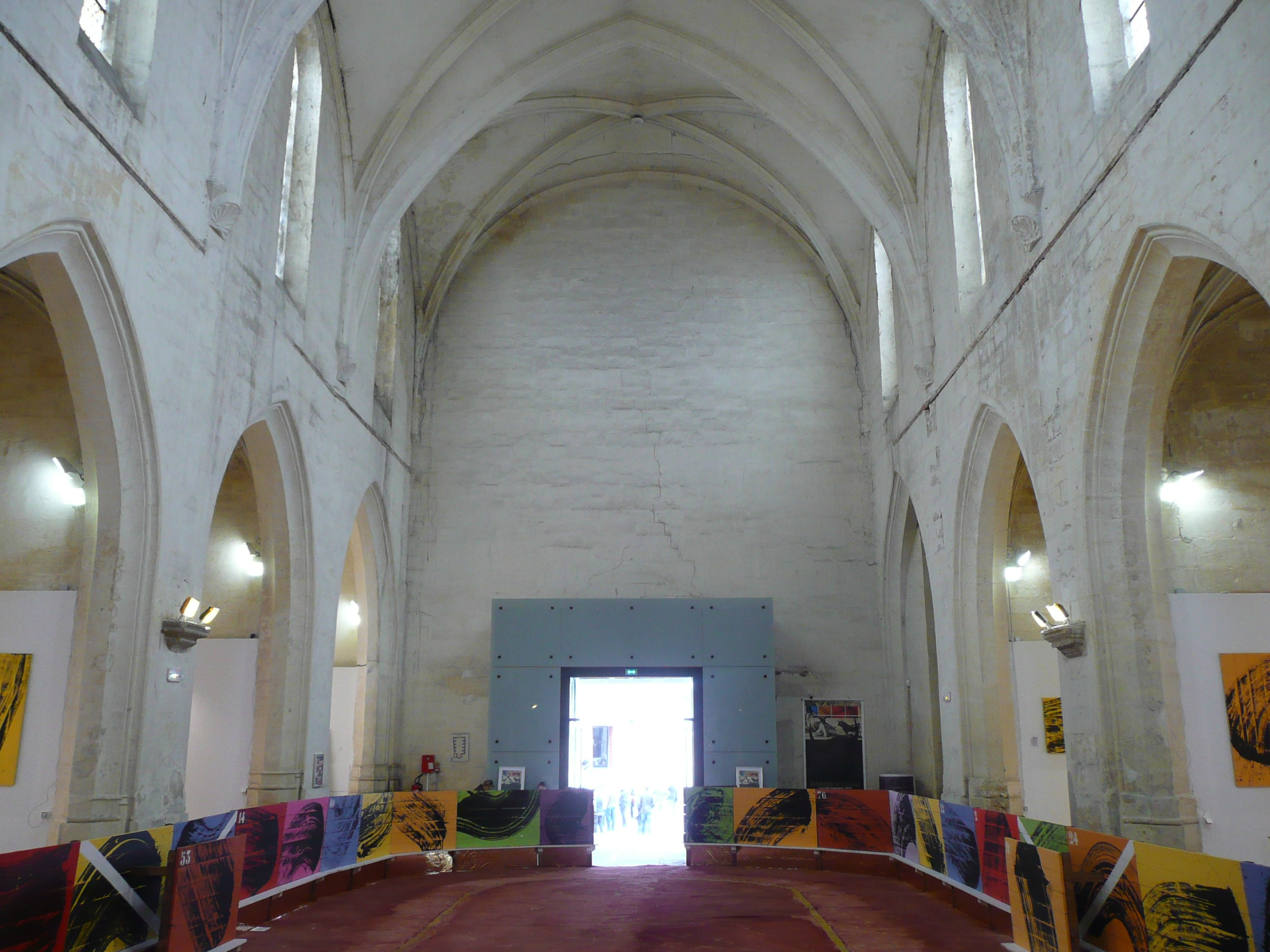
Metà est dell'edificio e la sua porta principale.
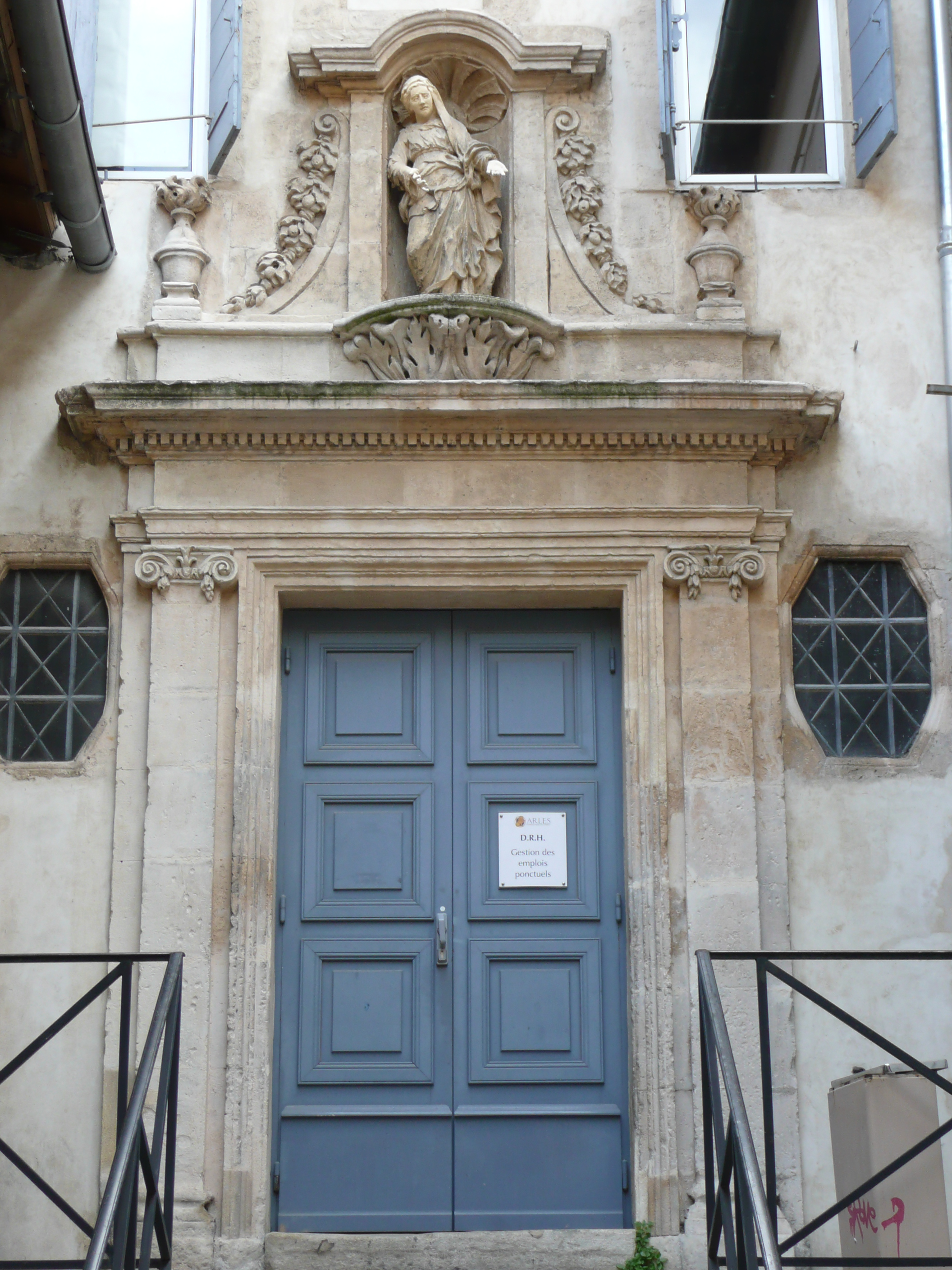
Porta laterale, vicolo cieco Balze.